# Frankrike i olympiska sommarspelen 1984
Frankrike deltog i de olympiska sommarspelen 1984 med en trupp bestående av 238 deltagare, och totalt tog landet 28 medaljer.

## Basket
Herrar
Gruppspel
| Nr | Lag       | S | V | O | F | GM  | IM  | MS   | P  |
| -- | --------- | - | - | - | - | --- | --- | ---- | -- |
| 1  | USA       | 5 | 5 | 0 | 0 | 511 | 315 | +196 | 10 |
| 2  | Spanien   | 5 | 4 | 0 | 1 | 457 | 438 | +19  | 9  |
| 3  | Kanada    | 5 | 3 | 0 | 2 | 462 | 401 | +61  | 8  |
| 4  | Uruguay   | 5 | 2 | 0 | 3 | 403 | 460 | −57  | 7  |
| 5  | Kina      | 5 | 1 | 0 | 4 | 364 | 477 | −113 | 6  |
| 6  | Frankrike | 5 | 0 | 0 | 5 | 383 | 489 | −106 | 5  |

## Boxning
Bantamvikt
- Louis Gomis
  - Första omgången — Bye
  - Andra omgången — Besegrade Stefan Gertel (Västtyskland), gav upp i andra omgången
  - Tredje omgången — Förlorade mot Ndaba Dube (Zimbabwe), 0-5

Mellanvikt
- Vincent Sarnelli
  - Första omgången – Bye
  - Andra omgången – Förlorade mot Moses Mwaba (Zambia), efter knock-out i första omgången

## Bågskytte
Herrarnas individuella
- Gerard Douis – 2485 poäng (→ 17:e plats)
- Philippe Loyen – 2411 poäng (→ 35:e plats)

## Cykling
Damernas linjelopp
- Jeannie Longo — 2:12:35 (→ 6:e plats)
- Cécile Odin — 2:13:28 (→ 11:e plats)
- Dominique Damiani — 2:13:28 (→ 14:e plats)

## Fotboll
Herrar
Gruppspel
|           | Spelade | Vinster | Oavgjorda | Förluster | Gjorda mål | Insläppta mål | Poäng |
| --------- | ------- | ------- | --------- | --------- | ---------- | ------------- | ----- |
| Frankrike | 3       | 1       | 2         | 0         | 5          | 4             | 4     |
| Chile     | 3       | 1       | 2         | 0         | 2          | 1             | 4     |
| Norge     | 3       | 1       | 1         | 1         | 3          | 2             | 3     |
| Qatar     | 3       | 0       | 1         | 2         | 2          | 5             | 1     |

Slutspel
|  | Kvartsfinal                    | Kvartsfinal                    |                                |       | Semifinal                      | Semifinal                      |   |  | Final | Final |
|  |                                |                                |                                |       |                                |                                |   |  |       |       |
|  | 5 augusti 1984 - Pasadena, CA  |                                |                                |       |                                |                                |   |  |       |       |
|  |                                |                                |                                |       |                                |                                |   |  |       |       |
|  | Frankrike                      | 2                              |                                |       |                                |                                |   |  |       |       |
|  | Frankrike                      | 2                              | 8 augusti 1984 - Pasadena, CA  |       |                                |                                |   |  |       |       |
|  | Egypten                        | 0                              |                                |       |                                |                                |   |  |       |       |
|  | Egypten                        | 0                              | Frankrike (förlängning)        | 4     |                                |                                |   |  |       |       |
|  | 6 augusti 1984 - Pasadena, CA  |                                | Frankrike (förlängning)        | 4     |                                |                                |   |  |       |       |
|  |                                | Jugoslavien                    | 2                              |       |                                |                                |   |  |       |       |
|  | Jugoslavien                    | Jugoslavien                    | 2                              | 5     |                                |                                |   |  |       |       |
|  | Jugoslavien                    |                                | 11 augusti 1984 – Pasadena, CA | 5     |                                |                                |   |  |       |       |
|  | Västtyskland                   | 2                              |                                |       |                                |                                |   |  |       |       |
|  | Västtyskland                   | 2                              | Frankrike                      | 2     |                                |                                |   |  |       |       |
|  | 5 augusti 1984 – Palo Alto, CA |                                | Frankrike                      | 2     |                                |                                |   |  |       |       |
|  |                                | Brasilien                      | 0                              |       |                                |                                |   |  |       |       |
|  | Italien (förlängning)          | Brasilien                      | 0                              | 1     |                                |                                |   |  |       |       |
|  | Italien (förlängning)          | 8 augusti 1984 – Palo Alto, CA |                                | 1     |                                |                                |   |  |       |       |
|  | Chile                          | 0                              |                                |       |                                |                                |   |  |       |       |
|  | Chile                          | 0                              | Italien                        | 1     | Bronsmatch                     | Bronsmatch                     |   |  |       |       |
|  | 6 augusti 1984 - Palo Alto, CA |                                | Italien                        | 1     | Bronsmatch                     | Bronsmatch                     |   |  |       |       |
|  |                                | Brasilien (förlängning)        | 2                              |       | 10 augusti 1984 - Pasadena, CA | 10 augusti 1984 - Pasadena, CA |   |  |       |       |
|  | Brasilien (straffar)           | Brasilien (förlängning)        | 2                              | 1 (5) | 10 augusti 1984 - Pasadena, CA | 10 augusti 1984 - Pasadena, CA |   |  |       |       |
|  | Brasilien (straffar)           |                                |                                |       |                                | Jugoslavien                    | 2 |  |       |       |
|  | Kanada                         | 1 (3)                          |                                |       |                                | Jugoslavien                    | 2 |  |       |       |
|  | Kanada                         | 1 (3)                          | Italien                        | 1     |                                |                                |   |  |       |       |
|  |                                |                                | Italien                        | 1     |                                |                                |   |  |       |       |

## Friidrott
Herrar
Herrarnas 400 meter
- Aldo Canti
  - Heat — 46,14
  - Kvartsfinal — 45,64
  - Semifinal — 45,59 (→ gick inte vidare)

- Yann Quentrec
  - Heat — 46,94 (→ gick inte vidare)

- Hector LLatser
  - Heat — 47,30 (→ gick inte vidare)

Herrarnas maraton
- Alain Lazare
  - Final — 2:17:52 (→ 28:e plats)

- Jacky Boxberger
  - Final — 2:22:00 (→ 42nd place)

Herrarnas höjdhopp
- Franck Verzy
  - Kval — 2,15m (→ gick inte vidare)

Herrarnas spjutkastning
- Jean-Paul Lakafia
  - Kval — 80,52m
  - Final — 70,86m (→ 12:e plats)

Herrarnas stavhopp
- Pierre Quinon
  - Kval — 5,35m
  - Final — 5,75m (→  Guld)

- Thierry Vigneron
  - Kval — 5,40m
  - Final — 5,60m (→  Brons)

- Serge Ferreira
  - Kval — 5,30m
  - Final — ingen notering (→ ingen placering)

Herrarnas släggkastning
- Walter Ciofani
  - Kval — 73,10m
  - Final — 73,46m (→ 7:e plats)

Herrarnas tiokamp
- William Motti
  - Slutligt resultat — 8266 poäng (→ 5:e plats)

Herrarnas 20 kilometer gång
- Gérard Lelièvre
  - Final — 1:27:50 (→ 15:e plats)

- Martial Fesselier
  - Final — 1:29:46 (→ 20:e plats)

- Dominique Guebey
  - Final — startade inte (→ ingen placering)

Herrarnas 50 kilometer gång
- Dominique Guebey
  - Final — 4:13:34 (→ 12:e plats)

- Gérard Lelièvre
  - Final — DNF (→ ingen placering)

Damer
Damernas 3 000 meter
- Annette Sergent
  - Heat — 9,15,82 (→ gick inte vidare)

Damernas höjdhopp
- Maryse Ewanjé-Epée
  - Kval — 1,90m
  - Final — 1,94m (→ 4:e plats)

- Brigitte Rougeron
  - Kval — 1,84m (→ gick inte vidare, 20:e plats)

Damernas sjukamp
- Florence Picaut
  - Slutligt resultat — 5914 poäng (→ 13:e plats)

- Chantal Beaugeant
  - Slutligt resultat — fullföljde inte (→ ingen placering)

## Fäktning
Herrarnas florett
- Frédéric Pietruszka
- Philippe Omnès
- Pascal Jolyot

Herrarnas florett, lag
- Frédéric Pietruszka, Pascal Jolyot, Patrick Groc, Philippe Omnès, Marc Cerboni

Herrarnas värja
- Philippe Boisse
- Philippe Riboud
- Olivier Lenglet

Herrarnas värja, lag
- Philippe Boisse, Jean-Michel Henry, Olivier Lenglet, Philippe Riboud, Michel Salesse

Herrarnas sabel
- Jean-François Lamour
- Hervé Granger-Veyron
- Pierre Guichot

Herrarnas sabel, lag
- Jean-François Lamour, Pierre Guichot, Hervé Granger-Veyron, Philippe Delrieu, Franck Ducheix

Damernas florett
- Véronique Brouquier
- Laurence Modaine-Cessac
- Brigitte Latrille-Gaudin

Damernas florett, lag
- Laurence Modaine-Cessac, Pascale Trinquet-Hachin, Brigitte Latrille-Gaudin, Véronique Brouquier, Anne Meygret

## Modern femkamp
Herrarnas individuella tävling
- Paul Four
- Didier Boubé
- Joël Bouzou

Herrarnas lagtävling
- Paul Four
- Didier Boubé
- Joël Bouzou